# Odin (1872)

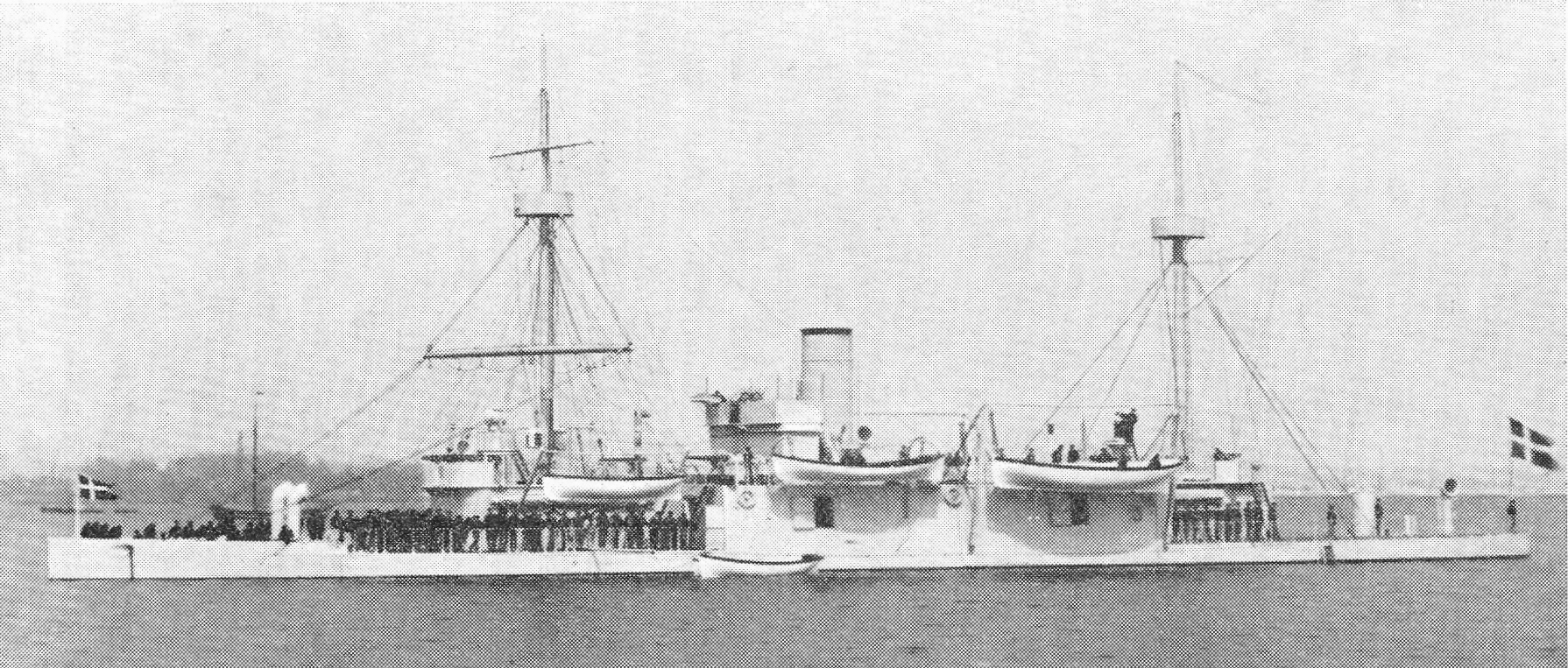
«Одін», фотографія близько 1880 року

Odin («Одін») — броненосець з центральною батареєю, побудований для Королівського флоту Данії в 1870-х. Його було утилізовано в 1912 році.

## Опис конструкції
Корабель мав довжину 73,4 метра із міделем 14,78 метрів. Осадка складала 5 метрів, а водотонажність 3170 тон. Екіпаж складався з 206 офіцерів та матросів. Броненосець був оснащенений висувним тараном у носовій частині. У 1898 році корабель пройшов реконструкцію, аби надати його головним гарматам кращий радіус обстрілу. Також була додана броньована бойова рубка.
«Одін» мав одну парову машину горизонтальну прямої дії, побудовану компанією Burmeister & Wain яка приводила у рух єдиний гвинтовий вал . Двигун забезпечував потужність 1 700 кілоВатт, що забезпечувало швидкість у 12 вузлів. Корабель перевозив максимум 177 тон вугілля що забезпечувало радіус дії 1 200 морських миль на екорномічній швидкості 9 вузлів.
Спочатку корабель озброїли чотирма 10 дюймовими (254 міліметровими) нарізними дульнозарядними гарматами Армстронга, встановленими у броньованій цитаделі та шість 3 дюймових (76-міліметрових) гармат. У 1883 році 76-міліметрові гармати були замінені чотирма 87 міліметровими казнозарядними гарматами. 254-міліметрові гармати були пізніше замінені казнозарядними гарматами Круппа.

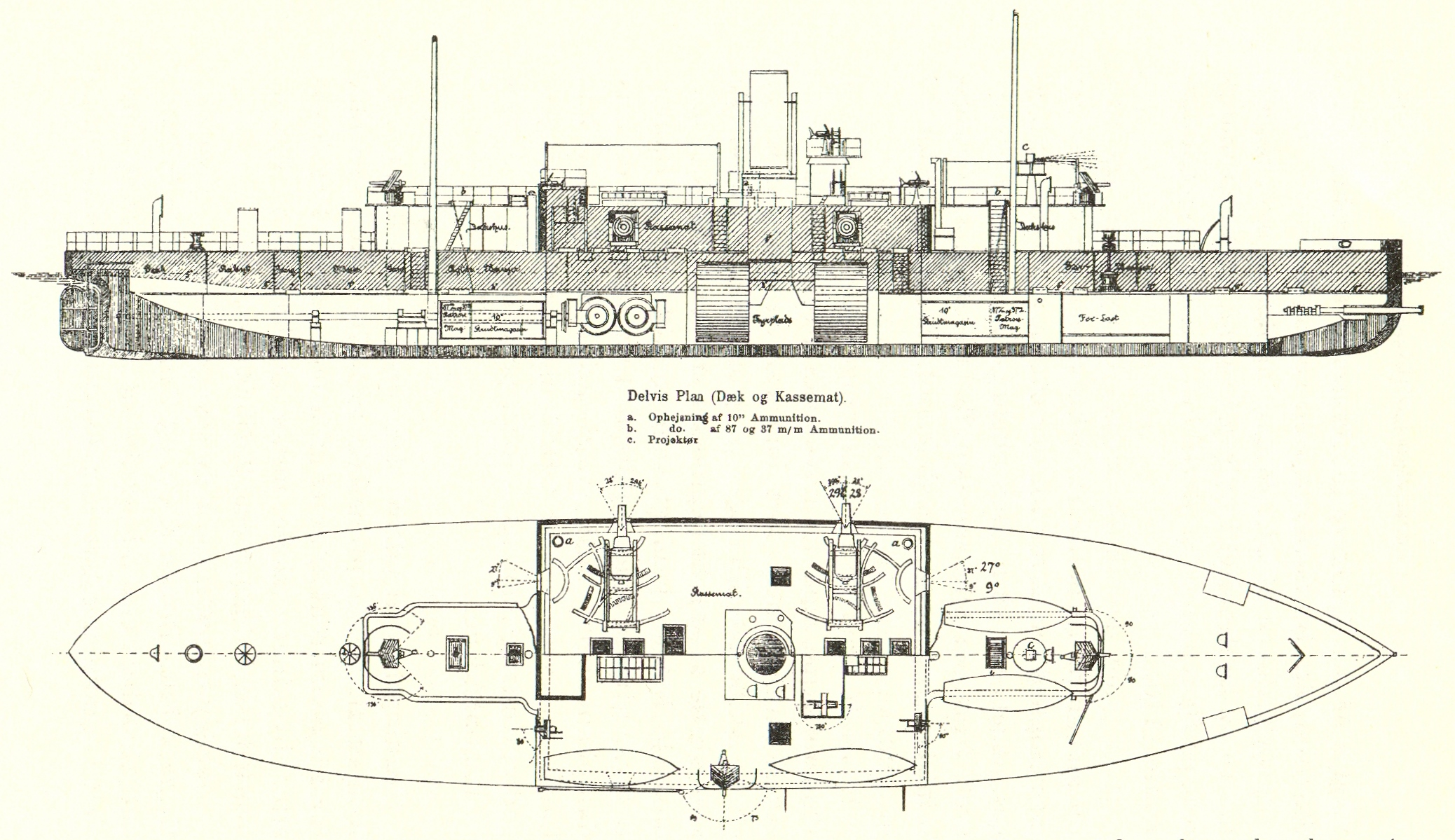
План «Одіна». У центральній частині показана батарея, яка забезпечувала залп двох з чотирьох гармат головного калібру по курсу, на корму чи по бортам.

Корабель мав повний броньовий пояс по ватерлінії, який мав змінну товщиную від 102 до 303 міліметрів. Батарея була захищена семидюймовими (178 міліметровими) броньовими плити. Палубна броня становила 26 міліметрів тошини. Бойова рубка була захищена броньовими плитами 142 міліметрів товщини.

## Будівництво та служба
«Одін», названий на честь божества скандинавської міфології, був закладений Військово-Морською верфю у Копенгагені 13 квітня 1871 року, спущений на воду 12 грудня 1872 р. та завершений 7 вересня 1874 року. 12 червня 1912 року корабель виключили зі списку ВМС і продали на металобрухт. Корабель розібраний в Нідерландах.